# De Roovers

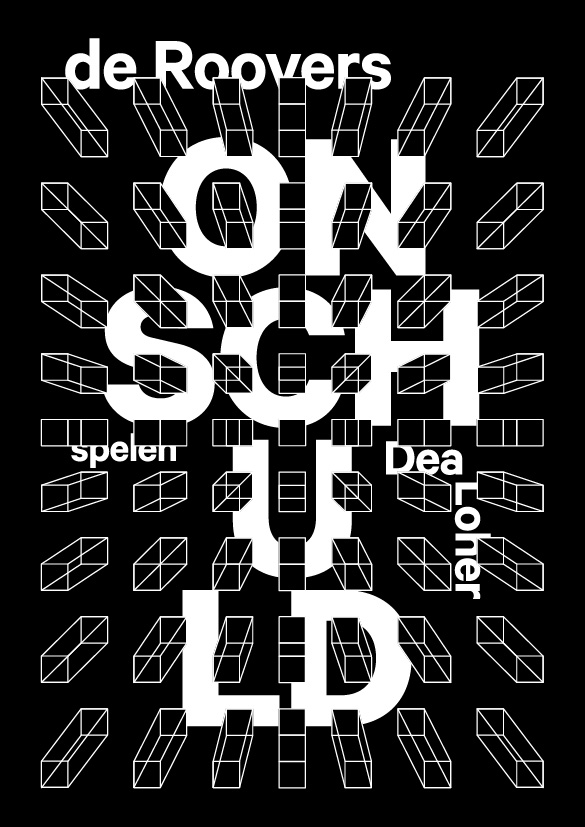
Affiche voor Onschuld (Dea Loher), 2017

De Roovers is een Vlaams theatergezelschap dat in 1994 werd opgericht door afgestudeerden van het Conservatorium van Antwerpen.
Dit gezelschap bestaat uit een vaste groep acteurs (Robbie Cleiren, Sara De Bosschere, Luc Nuyens, Sofie Sente en Stef Stessel) en begint bij elke productie een samenwerking met andere acteurs en medewerkers. De Roovers hebben kantoor en repetitieruimte in Matterhorn.

## Lijst van gespeelde voorstellingen
- De Wilde Eend (1994, tekst van Henrik Ibsen)
- Caligula (1994, Albert Camus)
- Witte Nachten (1994, Fjodor Dostojevski)
- De Bezetenen (1995)
- De Rechtvaardigen (1995, Albert Camus)
- Demonen III (1996, naar de roman 'The Secret Agent' van Joseph Conrad)
- Venetië (1997, naar William Shakespeares Othello en De Koopman van Venetië)
- Vuile Handen (1998, Jean-Paul Sartre)
- Kasimir en Karoline (1999, met Het Toneelhuis en de Muziekmakerij Think of One)
- De Kleine Zeemeermin (1999)
- Maria Stuart (2000, Friedrich Schiller)
- L'Histoire du Soldat: Histoire d'A (groepsportret) (2000, Peter Verhelst)
- Leonce en Lena (2001, Georg Büchner)
- Vertezucht (2001, Jef Aerts)
- Van de brug af gezien (2002, Arthur Miller)
- De Vrucht van hun arbeid (2002, een reeks van lezingen en proefmomenten)
- Metamorphosen (2002, naar de verhalen van Ovidius)
- Blue-Remembered Hills (2003)
- Dat het 's ochtends ochtend wordt (het is geen hond) (2003, Judith Herzberg)
- Waar is thuis en hoe kom ik daar? (2004, naar de romans Elizabeth Costello van John Maxwell Coetzee en Bericht aan de academie van Kafka)
- Professor Bernhardi (2004, Arthur Schnitzler)
- The Woods (2005, David Mamet)
- De noces / Svadebka / Het huwelijk (2005)
- Alkestis (2006)
- Kijken naar de pijn van anderen - report # 1 (2006, naar Susan Sontag)
- Merg (2006, Judith Herzberg)
- All My Sons (2007, naar Arthur Miller)
- Müller/Traktor (2007, met Jan Decorte en Sigrid Vinks)
- Joe's Ark (2007, Dennis Potter)
- Le Dindon (2008, Georges Feydeau)
- Quills (2008, Doug Wright)
- Spelen met vuur (2009, August Strindberg)
- ça brule (2009)
- Bakchai (2010, bewerking van Jan Decorte naar 'Bacchanten' van Euripides)
- Onvoltooid Verleden Tijd (2010, naar 'Weekend all things considered' van Paul Auster)
- Oresteia (2011, naar Aeschylus)
- De Gebroers Perdu (2011)
- Oom Wanja (2012, An ton Tsjechov)
- Twee vrienden (2012)
- Lust for life 2013
- Van de brug af gezien (2014)
- Een minuut...wordt vervolgd (2014)
- De laatsten der onverstandigen (2014), Peter Handke
- Ik in het blauw 2014
- Al wat ik moest doen was dromen 2015
- Geloof, hoop en liefde 2015
- België, een sprookje (2016), Frank Adam
- Het verloren voorwerp (2016)
- De gouden draak (2016)
- Onschuld (2017)
- de Arabische nacht (2017)
- Het bezoek (2018)
- Melancholia Ivanov is dood! Leve Ivanov (2019)
- De lange nasleep van een korte mededeling (2020)
- Anatomie Antigone (2021)
- Midzomernachtsdroom (2021, naar William Shakespeare, met Antwerp Symphony Orchestra)
- vloek! 2022